# 周蘭 (明朝)
周蘭（？—？），號靈聚，河南汝宁府罗山县人。

## 生平
萬曆四十年（1603年）壬子科河南乡试举人，崇祯十三年（1640年）庚辰科進士，兵部观政，官大理寺评事。明亡降顺，任伪知府属。